# Poliostauropus grisea
Poliostauropus grisea är en fjärilsart som beskrevs av George Francis Hampson 1891. Poliostauropus grisea ingår i släktet Poliostauropus och familjen tandspinnare. Inga underarter finns listade i Catalogue of Life.